# Electronic Entertainment Expo 2017
Electronic Entertainment Expo 2017 (сокр. E3 2017) — 23-я выставка электронных развлечений Electronic Entertainment Expo (E3), в рамках которой производители компьютерных комплектующих, разработчики программного обеспечения и издатели компьютерных игр представляют аудитории и журналистам новые и находящиеся в разработке продукты. Мероприятие было органиовано Entertainment Software Association (ESA) и прошло в Los Angeles Convention Center с 13 по 15 июня 2017 года. Electronic Entertainment Expo 2017 стало первым мероприятием E3, билеты на который продавались широкой публике, в результате чего аудитория выросла до 68 400 человек.
Мероприятие прошло через три месяца после выпуска Nintendo Switch и включало анонс обновлённой версии Xbox One — Xbox One X, который вышел через пять месяцев после E3. Помимо этого шоу мало фокусировалось на аппаратном обеспечении и в основном покрывало новые игры, выпуск которых был назначен на 2017 и 2018 год. Кроме того, было представлено несколько игр для виртуальной реальности.

## Формат и изменения
Традиционно на Electronic Entertainment Expo пускали только людей из индустрии компьютерных игр и журналистов, однако на E3 2017 было выделено 15 000 билетов, продаваемых широкой публике. Продажи начались в феврале 2017 года, а к середине мая все билеты были распроданы. Это изменение получило широкую поддержку среди издателей и аналитиков, считающих, что собственный опыт геймеров, распространяемый через сарафанное радио, столь же важен, как и презентации и интервью в СМИ. Кроме того, участникам выставки было разрешено продавать товары, включающие программное и аппаратное обеспечение, а также мерчандайзинг, прямо во время выставки, при условии предварительной регистрации товаров и соблюдения правил, установленных ESA.
По данным ESA, число зрителей на E3 2017 достигло 68 400, включая 15 000 людей из широкой публики — для сравнения, в 2016 году выставку посетило 50 300 зрителей. Расширение аудитории привело к серьёзному переполнению конференц-центра; ESA пришлось открыть двери за 15 минут до начала первого дня выставки, поскольку столпотворение народу перед залом угрожало пожарной безопасности. Участники выставки жаловались на сложности с перемещением по выставке, а также на долгие очереди перед демонстрационными павильонами.
В отличие от прошлых лет, на пресс-конференции E3 2017 было мало докладов и демонстраций игр; вместо этого было показано множество трейлеров и заранее записанных материалов. Это изменение было необходимо, чтобы избежать ошибок прошлых лет, а также обеспечить более удобное восприятие выставки для тех, кто смотрит E3 на трансляции или в записи. Расширение аудитории усложнило доступ к павильонам разрабочиков и издателей; зрители — как из прессы, так и из публики — посчитали, что ни организаторы E3, ни разработчики и издатели не были готовы к увеличению числа зрителей. Кроме того, мероприятие стало более направленным на игровых фанатов и популярных стримеров, уменьшая важность присутствия журналистов на мероприятии; вместо этого журналисты и разработчики обменивались информацией, обычно раскрываемой в рамках E3, в частном порядке вне выставки. Некоторые критики посчитали, что построить выставку, ориентированную сразу на оба типа аудитории, невозможно, и предложили ряд альтернативных решений, в числе которых — создание последовательных мероприятий, часть из которых посвящена журналистам, а остальные игрокам; это также должно было снизить стоимость аренды зала. Бен Кучера из Polygon считает, что ниша мероприятий для общения с фанатами уже занята выставками PAX, и что E3 не стоит пытаться копировать опыт PAX. В ответ на критику ESA объявили, что на Electronic Entertainment Expo 2018 выставочные залы будут открыты эксклюзивно для людей из индустрии в течение двух дней, перед тем как двери будут открыты для широкой аудитории.

## Пресс-конференции
Время указано по стандартному тихоокеанскому часовому поясу (UTC-7)

### Electronic Arts
Пресс-конференция Electronic Arts прошла в полдень 10 июня в Hollywood Palladium в рамках самостоятельного мероприятия компании EA Play; как и в 2016 году, EA не приняла участия непосредственно на выставке E3.
На конференции был представлен ряд новых игр: A Way Out, Need for Speed: Payback и Star Wars: Battlefront II. Студия BioWare также опубликовала тизер нового проекта, Anthem, который получил развитие на следующий день, в рамках пресс-конференции Microsoft. Также были представлены новые итерации спортивных симуляторов, включая FIFA 18,  Madden NFL 18 и NBA Live 18, а также дополнительное DLC к Battlefield 1.

### Microsoft
Microsoft провела свою пресс-конференцию 11 июня в 14:00 из Galen Center. В отличие от предыдущих выстаовк E3, на которых компания Microsoft проводила своё мероприятие в понедельник за день до выставки, компания передвинула свою конференцию на день раньше, на воскресенье, чтобы их анонсы не были перебиты пресс-конференциями других издателей, традиционно организуемых в тот же день — таких как Ubisoft и Sony Interactive Entertainment. Также Microsoft хотели вернуть себе титул «первой пресс-конференции E3» после того как узнали, что пресс-конференция Bethesda также будет проведена в воскресенье за два дня до выставки. Конференция транслировалась в 4K через Mixer.
На пресс-конференции была официально представлена Xbox One X (первый тизер которой прошёл в 2016 году под кодовым названием «Project Scorpio») — консоль семейства Xbox One высшего класса, ориентированная на игру в 4K. Также на конференции коснулись 42 игр, 20 из которых были эксклюзивами Xbox One. Помимо прочих, были представлены их собственные игры, в том числе Crackdown 3, Forza Motorsport 7, Ori and the Will of the Wisps, Sea of Thieves и State of Decay 2. В рамках показа Forza Motorsport 7 было объявлено о сотрудничестве с Porsche, а также была представлена новая машина 911 GT2 RS. Кроме того, было объявлено о расширении программы обратной совместимости и поддержке игр первой консоли Xbox.
Microsoft также провела мероприятие «Fan Fest» для ограниченной аудитории в рамках E3.

### Bethesda
Презентация Bethesda Softworks была проведена 11 июня в 19:00. В рамках неё были представлены игры для виртуальной реальности на основе Doom и Fallout 4; показан релизный трейлер The Elder Scrolls Online: Morrowind и новый контент для The Elder Scrolls: Legends; а также сиквелы Dishonored: Death of the Outsider, The Evil Within 2 и Wolfenstein II: The New Colossus. Также было объявлено о совместимости с Amiibo в версии The Elder Scrolls V: Skyrim для Nintendo Switch, включающей в себя поддержку некоторых Amiibo из The Legend of Zelda: Breath of the Wild. Кроме того, было объявлено о создании «Creation Club» — системы для пользовательского контента, предоставляемого игрокам за плату на персональных компьютерах, PlayStation 4 и Xbox One, в которую вошли модификации на Skyrim и Fallout 4.

### Devolver Digital
В прошлые годы Devolver Digital традиционно организовывали свою выставку одновременно с E3, в состав которой входил Indie Megabooth. Эта выставка проводилась на частной территории компании в песшей доступности от конференц-центра. С добавлением билетов для широкой публики, Devolver планировала расширить своё мероприятие на прилегающую городскую парковку, выходившую на территорию конференц-центра, которая традиционно использовалась ESA в рамках E3 для парковки и хранения материалов. Devolver получили лицензию на использование парковки, однако по мере приближения E3 городские власти Лос-Анджелеса отозвали лицензию, когда узнали, что она будет использоваться для публичных мероприятий. Это заставило Devolver отказаться от части своих планов и перенести свои презентации, включая Megabooth, в узкое пространство своей частной территории и арендуемого места на выставке. Поскольку у Devolver возникали споры с ESA в прошлом, соучредитель Devolver Майк Уилсон обвинил ESA в причастности к отзыву лицензии, однако ESA отрицали, что имеют подобное влияние в городе.
Также Devolver объявили о проведении своей первой пресс-конференции, назначенной на 22:00 11 июня, которая транслировалась на Twitch в рамках «Pre-Pre Show» на их канале, посвящённом E3. Компания, однако, заявила, что новые игры представлены не будут, а гостем конференции выступит Гоити Суда. «Конференция» оказалась 15-минутным заранее записанным сатиристическим скетчем, критикующим индустрию компьютерных игр и штампы, связанные с пресс-конференциями E3 (в том числе — черезмерно восторженную аудиторию, которую ведущий заставляет замолчать выстрелом в воздух, и представление технологии «Screen Pay», позволяющую пользователям оплачивать игры буквально бросая деньги в монитор). Хотя новых игр, как и было обещано, представлено не было, были показаны новые трейлеры для Ruiner и Serious Sam’s Bogus Detour.
Задумка презентации Devolver родилась примерно за месяц до мероприятия в рамках разговора между Найджелом Лоури из Devolver и Доном Такером из Imagos Films (производственной компании, которая занимается съёмкой трейлеров для Devolver). Они отдавали себе отчёт в том, что у них есть всего 15 минут, за которые надо успеть представить шутки и рассказать о нелепом состоянии мероприятий E3, не оскорбляя кого-либо в частности. Они наняли актрису Марию Зук, выступившую в роли вымышленной главной сотрудницы по синергии Devolver, Нины Стразерс. Стразерс была задумана как злодейская гиперболизированная карикатура на стереотипного директора по маркетингу компьютреных игр.

### Intel
Intel провели свою первую E3-конференцию 11 июня. На мероприятии были представлено новое оборудование для стриминга, анонсированы партнёрские соглашения с киберспортивными организациями, показана новая игра для виртуальной реальности Echo Arena от студии Ready at Dawn, а также анонсировано приложение для виртуальной реальности, связанное с Linkin Park.

### PC Gaming Show
Журнал PC Gamer провёл своё третье шоу PC Gaming Show 12 июня в 10:00 из Ace Hotel. Шоу, преимущественно посвящённое играм на персональных компьютерах, было проведено Шоном Плоттом и спонсировано Intel. Оно включало в себя презентации Bluehole, Bohemia Interactive, Creative Assembly, Firaxis Games, Klei Entertainment, Cygames, Microsoft, Nexon, Paradox Interactive, Raw Fury и Tripwire Interactive.

### Ubisoft
Пресс-конференция Ubisoft была проведена 12 июня в 13:00. Она была посвящена сиквелам их основных франшиз — Assassin’s Creed Origins, Far Cry 5, Just Dance 2018 и The Crew 2. Также был показан новый трейлер Beyond Good & Evil 2 — игры, считавшейся застрявшей в производственном аду. Также Ubisoft представила результат сотрудничества с Nintendo — Mario + Rabbids Kingdom Battle. Помимо этого были представлены новые тайтлы: Skull & Bones, Starlink: Battle for Atlas и Steep: Road to the Olympics.

### Sony
Sony Interactive Entertainment провела свою пресс-конференцию 12 июня в 18:00 в Шрайн-Аудиториум. Помимо онлайн-трансляции, Sony традиционно представила «PlayStation E3 Experience», в рамках которого конференция одновременно транслировалась в ряд кинотеатров по всему миру. Конференция преимущественно покрывала игры Sony, включая God of War, Days Gone, Uncharted: The Lost Legacy, Gran Turismo Sport, Detroit: Become Human, Horizon Zero Dawn: The Frozen Wilds и Spider-Man. Помимо этого было анонсировано несколько игр для PlayStation VR: The Inpatient, Star Child, Bravo Team и Moss. Также было рассказано о работе над ремейком Shadow of the Colossus — игры с PlayStation 2. Ещё были показаны некоторые сторонние игры: Monster Hunter: World и Marvel vs. Capcom: Infinite от Capcom, а также Destiny 2 и Call of Duty: WWII от Activision.
Оставшиеся три дня E3 транслировались Sony в рамках мероприятия «PlayStation Live from E3 2017».

### Nintendo
13 июня в 9:00 началась трансляция заранее записанной Nintendo Spotlight. Nintendo показала новые и расширенные трейлеры для Fire Emblem Warriors, Super Mario Odyssey и Xenoblade Chronicles 2, а также представила новые неназванные игры во франшизах Kirby и Yoshi для Nintendo Switch. Также было анонсировано, что Metroid Prime 4 и новая основная игра в серии Pokémon находятся в разработке для Switch, а игра Rocket League будет портирована на Switch с поддержкой кросс-платформенного многопользовательского режима между ПК и поддерживаемыми консолями, в которой также будут представлены эксклюзивные для Nintendo предметы. Во время трансляции Nintendo Treehouse Live, проводимой после презентации, Nintendo дополнительно показала ремейки Metroid II: Return of Samus (названный Metroid: Samus Returns) и Mario & Luigi: Superstar Saga (названный Mario & Luigi: Superstar Saga + Bowser’s Minions) для Nintendo 3DS, а также предоставила расширенную демо-версию Super Mario Odyssey. 14 июня Nintendo показала ещё одну игру для Nintendo 3DS и Nintendo Switch — Sushi Striker: The Way of Sushido.

## Список подтвержденных игр
Ниже представлен список значимых игр, которым было уделено внимание на E3 2017.
| 704Games - NASCAR Heat 2 (PC / PS4 / Xbox One) Activision - Call of Duty: WWII (PC / PS4 / Xbox One) - Crash Bandicoot N. Sane Trilogy (PS4) - Destiny 2 (PC / PS4 / Xbox One) Annapurna Interactive - The Artful Escape (PC / Xbox One) - Ashen (PC / Xbox One) Atlus - 13 Sentinels: Aegis Rim (PS4 / Vita) - Etrian Odyssey V: Beyond the Myth (3DS) - Radiant Historia: Perfect Chronology (3DS) - Shin Megami Tensei: Strange Journey Redux (3DS) Bandai Namco Entertainment - Ace Combat 7: Skies Unknown (PC / Xbox One / PS4) - Code Vein (PC / PS4 / Xbox One) - Dragon Ball FighterZ (PC / PS4 / Xbox One) - Gundam Versus (PS4) - Ni no Kuni II: Revenant Kingdom (PC / PS4) - Project CARS 2 (PC / PS4 / Xbox One) Bethesda Softworks - Dishonored 2: Death of the Outsider (PC / PS4 / Xbox One) - Doom VFR (PC) - The Elder Scrolls: Legends (Android / iOS / PC) - The Elder Scrolls Online (PC / PS4 / Xbox One) - The Elder Scrolls V: Skyrim (PC / PS4 / Switch / Xbox One) - The Evil Within 2 (PC / PS4 / Xbox One) - Wolfenstein II: The New Colossus (PC / PS4 / Xbox One) Bluehole - PlayerUnknown's Battlegrounds (PC / Xbox One) Capcom - Marvel vs. Capcom: Infinite (PC / PS4 / Xbox One) - Monster Hunter: World (PC / PS4 / Xbox One) Coffee Stain Studios - Deep Rock Galactic (PC / Xbox One) Crytek - Hunt: Showdown (PC / PS4 / Xbox One) Deep Silver - Agents of Mayhem (PC / PS4 / Xbox One) - Kingdom Come: Deliverance (PC / PS4 / Xbox One) - Metro Exodus (PC / PS4 / Xbox One) Devolver Digital - Absolver (PC / PS4 / Xbox One) - Ape Out (PC) - Enter the Gungeon (PC / PS4 / Switch / Xbox One) - Ruiner (PC / PS4 / Xbox One) - Serious Sam’s Bogus Detour (PC) - The Swords of Ditto (PC / PS4) Electronic Arts - Anthem (PC / PS4 / Xbox One) - Battlefield 1 (PC / PS4 / Xbox One) - FIFA 18 (PC / PS4 / Switch / Xbox One) - Madden NFL 18 (PS4 / Xbox One) - NBA Live 18 (PS4 / Xbox One) - Need for Speed Payback (PC / PS4 / Xbox One) - Star Wars Battlefront II (PC / PS4 / Xbox One) - A Way Out (PC / PS4 / Xbox One) | Epic Games - Fortnite (PC / PS4 / Xbox One) Focus Home Interactive - Call of Cthulhu (PC / PS4 / Xbox One) - Insurgency: Sandstorm (PS4) - A Plague Tale: Innocence (PS4) - Vampyr (PC / PS4 / Xbox One) Fullbright - Tacoma (PC / Xbox One) Inti Creates - Bloodstained: Ritual of the Night (PC / PS4 / Switch / Vita / Xbox One) Kakao Games - Black Desert Online (PC / Xbox One) Kalypso Media - Tropico 6 (PC / PS4 / Xbox One) Konami - Metal Gear Survive (PC / PS4 / Xbox One) - Pro Evolution Soccer 2018 (PC / PS3 / PS4 / Xbox 360 / Xbox One) Microsoft Studios - Crackdown 3 (PC / Xbox One) - Forza Motorsport 7 (PC / Xbox One) - Minecraft (PC / Switch / Xbox One / Android / iOS) - Ori and the Will of the Wisps (PC / Xbox One) - Sea of Thieves (PC / Xbox One) - State of Decay 2 (PC / Xbox One) Natsume - Harvest Moon: Light of Hope (PC / Switch) - Harvest Moon Lil' Farmers (Android / iOS / Kindle Fire) - River City: Knights of Justice (3DS) - Wild Guns Reloaded (PC) Nexon - LawBreakers (PC / PS4) Nicalis - Blade Strangers (PC / PS4 / Switch) Nintendo - Arms (Switch) - Ever Oasis (3DS) - Fire Emblem Warriors (Switch) - Hey! Pikmin (3DS) - Неназванная игра из серии Kirby (Switch) - The Legend of Zelda: Breath of the Wild DLC (Switch / Wii U) - Mario & Luigi: Superstar Saga + Bowser’s Minions (3DS) - Metroid Prime 4 (Switch) - Metroid: Samus Returns (3DS) - Miitopia (3DS) - Неназванная игра из серии Pokémon (Switch) - Pokkén Tournament DX (Switch) - Splatoon 2 (Switch) - Super Mario Odyssey (Switch) - Sushi Striker: The Way of Sushido (3DS) - Xenoblade Chronicles 2 (Switch) - Неназванная игра из серии Йоши (Switch) Nippon Ichi Software - Danganronpa V3: Killing Harmony (PC / PS4 / Vita) - Ys VIII: Lacrimosa of Dana (PC / PS4 / Vita) Paradox Interactive - BattleTech (PC) Playful Corp. - Super Lucky’s Tale (PC / Xbox One) Psyonix - Rocket League (PC / PS4 / Switch / Xbox One) Raw Fury - The Last Night (PC / Xbox One) Scavengers Studios - The Darwin Project (PC / Xbox One) | Sega - Sonic Forces (PC / PS4 / Switch / Xbox One) - Sonic Mania (PC / PS4 / Switch / Xbox One) - Total War: Arena (PC) - Total War: Warhammer II (PC) - Valkyria Revolution (PS4 / Vita / Xbox One) - Yakuza 6 (PS4) - Yakuza Kiwami (PS4) Sony Interactive Entertainment - Bravo Team (PS4) - Days Gone (PS4) - Detroit: Become Human (PS4) - God of War (PS4) - Gran Turismo Sport (PS4) - Hidden Agenda (PS4) - Horizon Zero Dawn: The Frozen Wilds (PS4) - Knack II (PS4) - The Inpatient (PS4) - Shadow of the Colossus (ремейк) (PS4) - Spider-Man (PS4) - Uncharted: The Lost Legacy (PS4) - V! What Did I Do to Deserve This, My Lord? R (PS4) Square Enix - Dissidia Final Fantasy NT (PS4) - Final Fantasy XII: The Zodiac Age (PS4) - Final Fantasy XIV: Stormblood (PC / PS3 / PS4) - Final Fantasy: Brave Exvius (Android / iOS) - Flame vs. Blaze (Android / iOS) - Kingdom Hearts III (PS4 / Xbox One) - King's Knight: Wrath of the Dark Dragon (Android / iOS) - Life Is Strange: Before the Storm (PC / PS4 / Xbox One) - Lost Sphear (PC / PS4 / Switch) - Mobius Final Fantasy (Android / iOS / PC) - MotoGP '17 (PC / PS4 / Xbox One) - MXGP3 (PC / PS4 / Xbox One) - Monster of the Deep: Final Fantasy XV (PS4) StudioMDHR Entertainment - Cuphead (PC / Xbox One) Tommo - Bubsy: The Woolies Strike Back (PC / PS4) TaleWorlds Entertainment - Mount & Blade II: Bannerlord (PC) Toby Fox - Undertale (PS4 / Vita) Ubisoft - Assassin's Creed Origins (PC / PS4 / Xbox One) - Beyond Good & Evil 2 (PC / PS4 / Xbox One) - The Crew 2 (PC / PS4 / Xbox One) - Far Cry 5 (PC / PS4 / Xbox One) - Just Dance 2018 (PC / PS3 / PS4 / Switch / Wii / Wii U / Xbox 360 / Xbox One) - Mario + Rabbids Kingdom Battle (Switch) - Skull & Bones (PC / PS4 / Xbox One) - South Park: The Fractured but Whole (PC / PS4 / Xbox One) - South Park Phone Destroyer (Android / iOS) - Space Junkies (PC) - Starlink: Battle for Atlas (PS4 / Switch / Xbox One) - Steep: Road to the Olympics (PC / PS4 / Xbox One) - Transference (PC / PS4 / Xbox One) Warner Bros. Interactive Entertainment - Cars 3: Driven to Win (PS3 / PS4 / Switch / Wii U / Xbox 360 / Xbox One) - Injustice 2 (PS4 / Xbox One) - Lego Dimensions (PS3 / PS4 / Wii U / Xbox 360 / Xbox One) - Lego Marvel Super Heroes 2 (PC / PS4 / Switch / Xbox One) - Lego Worlds (PC / PS4 / Switch / Xbox One) - Middle-earth: Shadow of War (PC / PS4 / Xbox One) Whatnot Entertainment - Neil deGrasse Tyson Presents: Space Odyssey (Android / iOS / PC) Xseed Games - Fate/Extella: The Umbral Star (Switch) - Sakuna: Of Rice and Ruin (PC / PS4) - Senran Kagura: Peach Beach Splash (PS4) - Shantae: Half-Genie Hero (Switch) - Zwei II: The Ilvard Insurrection (PC) |

## Связанные мероприятия

### E3 Coliseum
E3 Coliseum прошёл 13—14 июня 2017 года в The Novo возле конференц-центра. Данное мероприятие, в котором принимали участие разработчики и знаменитости, было нацелено на «знакомство зрителей E3 с закулисьем крупнейших анонсов выставки» (согласно ESA). Мероприятие было открыто для всех посетителей E3, однако оно больше фокусировалась на потребителях и бизнесе, а не на прессе. Часть мероприятий E3 Coliseum транслировалась в интернет. Организовывал мероприятие Джефф Кили и ряд работников The Game Awards. По словам Кили, целью Coliseum является «предоставление потребителям более богатого опыта E3», которая достигалась распространением демо-версий игр и буклетов с подробной информацией о недавно выпущенных и свежеанонсированных играх, традиционно хранимых для личных интервью с журналистами и приватных встреч во время E3. В рамках Coliseum приняли участие такие компании, как Activision, Bethesda Softworks, Gearbox Publishing, Microsoft Studios, Sony Interactive Entertainment, Square Enix, Ubisoft и Warner Bros. Interactive Entertainment. На данное мероприятие были назначены ретроспективные презентации серий Crash Bandicoot и Mortal Kombat, а также обзор истории студии Bungie. В рамках Coliseum также прошли выступления икон индустрии Хидэо Кодзимы и Тима Шейфера, а также знаменитостей извне индустрии компьютерных игр, включающих Джека Блэка, Нила Тайсона, Дженнифер Хатчисон и Джордана Вот-Робертса.

### Британская академия кино и телевизионных искусств
Британская академия кино и телевизионных искусств (BAFTA) провела во время E3 особую разовую церемонию в Лос-Анджелесе, в рамках которой были награждены основатели Riot Games Брэндон Бек и Марк Меррилл особой наградой BAFTA за их «творческий вклад в игровую индустрию», в частности за игру League of Legends. Целью данного мероприятия было поднятие авторитета BAFTA в сфере компьютерных игр за пределами Великобритании.

## Game Critics Awards
После E3, судьи из 38 игровых и медийных издателей выбрали номинантов и проголосовали за победителей на церемонии награждения E3 Game Critics Awards, призванной выделить лучших из представленных на мероприятии игр. Номинанты были представлены 26 июня 2017 года, а победители названы на следующий день.
| Награда                                | Победитель                                                                         | Другие номинанты |
| -------------------------------------- | ---------------------------------------------------------------------------------- | --- |
| Лучшее на шоу                          | Super Mario Odyssey (Nintendo EPD/Nintendo)                                        | - Assassin’s Creed Origins (Ubisoft Montreal/Ubisoft) - Mario + Rabbids Kingdom Battle (Ubisoft Paris/Ubisoft Milan/Ubisoft) - Middle-earth: Shadow of War (Monolith Productions/Warner Bros. Interactive Entertainment) - Wolfenstein 2: The New Colossus (MachineGames/Bethesda Softworks)                                          |
| Лучшая оригинальная игра               | Mario + Rabbids Kingdom Battle (Ubisoft Paris/Ubisoft Milan/Ubisoft)               | - Detroit: Become Human (Quantic Dream/Sony Interactive Entertainment) - Dragon Ball FighterZ (Arc System Works/Bandai Namco Entertainment) - Sea of Thieves (Rare/Microsoft Studios) - Skull & Bones (Ubisoft Singapore/Ubisoft) |
| Лучшая консольная игра                 | Super Mario Odyssey (Nintendo EPD/Nintendo)                                        | - Assassin’s Creed Origins (Ubisoft Montreal/Ubisoft) - Mario + Rabbids Kingdom Battle (Ubisoft Paris/Ubisoft Milan/Ubisoft) - Middle-earth: Shadow of War (Monolith Productions/Warner Bros. Interactive Entertainment) - Wolfenstein 2: The New Colossus (MachineGames/Bethesda Softworks)                                          |
| Лучшая игра на ПК                      | Destiny 2 (Bungie/Activision)                                                      | - Middle-earth: Shadow of War (Monolith Productions/Warner Bros. Interactive Entertainment) - Mount & Blade 2: Bannerlord (TaleWorlds Entertainment) - Total War: Warhammer 2 (The Creative Assembly/Sega) - Wolfenstein 2: The New Colossus (MachineGames/Bethesda Softworks)                                                        |
| Лучшая игра для виртуальной реальности | Lone Echo (Ready at Dawn/Oculus Studio)                                            | - Doom VFR (id Software/Bethesda Softworks) - Fallout 4 VR (Bethesda Game Studios/Bethesda Softworks) - Moss (Polyarc) - Transference (SpectreVision/Ubisoft) |
| Лучшая мобильная/портативная игра      | Metroid: Samus Returns (MercurySteam/Nintendo)                                     | - Durango (What Studio/Nexon) - Hidden Agenda (Supermassive Games/Sony Interactive Entertainment) - King’s Knight: Wrath of the Dark Dragon (Square Enix) - Shin Megami Tensei: Strange Journey Redux (Atlus) |
| Лучшее аппаратное обеспечение          | Xbox One X (Microsoft)                                                             | - Astro A10 Gaming Headset (Astro) - DisplayLink XR (DisplayLink) - Razer Thresher Ultimate (Razer) - Logitech PowerPlay Mat (Logitech) |
| Лучший экшен                           | Wolfenstein 2: The New Colossus (MachineGames/Bethesda Softworks)                  | - Call of Duty: WWII (Sledgehammer Games/Activision) - Destiny 2 (Bungie/Activision) - Far Cry 5 (Ubisoft Montreal/Ubisoft) - Star Wars Battlefront 2 (EA DICE/Motive/Criterion/Electronic Arts) |
| Лучший приключенческий экшен           | Super Mario Odyssey (Nintendo EPD/Nintendo)                                        | - Assassin’s Creed Origins (Ubisoft Montreal/Ubisoft) - Detroit: Become Human (Quantic Dream/Sony Interactive Entertainment) - Days Gone (SIE Bend Studio/Sony Interactive Entertainment) - Middle-earth: Shadow of War (Monolith Productions/Warner Bros. Interactive Entertainment)                                                 |
| Лучшая ролевая игра                    | Ni No Kuni 2: Revenant Kingdom (Level-5/Bandai Namco Entertainment)                | - Battle Chasers: Nightwar (Airship Syndicate/THQ Nordic) - Kingdom Come: Deliverance (Warhorse Studios/Deep Silver) - Mount & Blade 2: Bannerlord (TaleWorlds Entertainment) - South Park: The Fractured But Whole (Ubisoft San Francisco/South Park Digital Studios/Ubisoft) - Vampyr (Dotnod Entertainment/Focus Home Interactive) |
| Лучший файтинг                         | Dragon Ball FighterZ (Arc System Works/Bandai Namco Entertainment)                 | - Arms (Nintendo EPD/Nintendo) - Marvel vs. Capcom: Infinite (Capcom) - Pokkén Tournament DX (Bandai Namco Studios/The Pokemon Co.) |
| Лучшая гоночная игра                   | Forza Motorsport 7 (Turn 10 Studios/Microsoft Studios)                             | - Gran Turismo Sport (Polyphony Digital/Sony Interactive Entertainment) - Need for Speed Payback (Ghost Games/Electronic Arts) - Project CARS 2 (Slightly Mad Studios/Bandai Namco Entertainment) - The Crew 2 (Ivory Tower/Ubisoft Reflections/Ubisoft)                                                                              |
| Лучшая спортивная игра                 | FIFA 18 (EA Vancouver/Electronic Arts)                                             | - Madden NFL 18 (EA Tiburon/Electronic Arts) - Pro Evolution Soccer 2018 (PES Productions/Konami) |
| Лучшая стратегическая игра             | Mario + Rabbids Kingdom Battle (Ubisoft Paris/Ubisoft Milan/Ubisoft)               | - Battletech (Harebrained Schemes/Paradox Interactive) - Frostpunk (11 bit Studios) - Total War: Arena (The Creative Assembly/Sega/Wargaming) - Total War: Warhammer 2 (The Creative Assembly/Sega) |
| Лучшая семейная/социальная игра        | Hidden Agenda (Supermassive Games/Sony Interactive Entertainment)                  | - DropMix (Harmonix/Hasbro) - Just Dance 2018 (Ubisoft Paris/Ubisoft) - Lego Marvel Super Heroes 2 (TT Games/Warner Bros. Interactive Entertainment) - That’s You (Wish Studios/Sony Interactive Entertainment) |
| Лучшая многопользовательская игра      | Star Wars Battlefront 2 (EA DICE/Motive/Criterion/Electronic Arts)                 | - Call of Duty: WWII (Sledgehammer Games/Activision) - Destiny 2 (Bungie/Activision) - Sea of Thieves (Rare/Microsoft Studios) - Skull & Bones (Ubisoft Singapore/Ubisoft) |
| Лучшая независимая игра                | The Artful Escape of Francis Vendetti (Beethoven & Dinosaur/Annapurna Interactive) | - Ashen (Aurora 44/Annapurna Interactive) - Bloodstained: Ritual of the Night (Inti Creates/505 Games) - Donut County (Ben Esposito/Annapurna Interactive) - Laser League (Roll7/505 Games) |